# Державний реєстр лікарських засобів України
Державний реєстр лікарських засобів України — нормативний документ, який містить відомості про лікарські засоби, дозволені для виробництва і застосування в медичній практиці.
Розміщення «Державний реєстр лікарських засобів України».
Веде Реєстр Міністерство охорони здоров'я України.
Державний реєстр лікарських засобів (далі — Реєстр) містить відомості про лікарські засоби, дозволені для виробництва
і застосування в Україні.

## Мета ведення
Реєстр ведеться з метою забезпечення:
- ідентифікації суб'єктів підприємницької діяльності, що здійснюють виробництво та реалізацію лікарських засобів на професійній основі з дотриманням відповідних стандартів та правил у цій сфері;
- організації статистичних спостережень у сфері обігу лікарських засобів;
- взаємодії на єдиних методичних засадах з базами даних інших центральних органів виконавчої влади;
- гласності та відкритості інформації про суб'єкти підприємницької діяльності.

## Відомості Реєстру
До Реєстру вносяться відомості про:
- торговельне, міжнародне непатентоване та синонімічне найменування лікарського засобу;
- його виробника;
- хімічну назву та склад, фармакологічну дію та фармакотерапевтичну групу, показання, протипоказання, запобіжні заходи, взаємодію з іншими лікарськими засобами та побічну дію;
- форму випуску, спосіб застосування та дози, умови і строки зберігання та умови відпуску; дату і номер наказу МОЗ про

реєстрацію та перереєстрацію, строк дії реєстрації, повну (тимчасову) заборону застосування та виключення з Реєстру.

## Ведення Реєстру
МОЗ вносить до Реєстру відомості про лікарський засіб на підставі наказу МОЗ про державну його реєстрацію.
Реєстр ведеться в електронному вигляді. Порядок ведення Реєстру визначається МОЗ.